# Roodbuikmeestimalia
De roodbuikmeestimalia (Yuhina occipitalis) is een zangvogel uit de familie Zosteropidae (brilvogels).

## Verspreiding en leefgebied
Deze soort komt voor van de Himalaya tot zuidelijk China en telt twee ondersoorten:
- Y. o. occipitalis: de centrale en oostelijke Himalaya en zuidelijk Tibet.
- Y. o. obscurior: noordelijk Myanmar en zuidelijk China.

## Status
De grootte van de populatie is niet gekwantificeerd maar de soort wordt omschreven als schaars tot algemeen. Op de Rode lijst van de IUCN heeft deze soort de status niet bedreigd.